# Folkmar Stoecker
Folkmar Walter Otto Stoecker (* 2. April 1943 in Berlin) ist ein ehemaliger deutscher Diplomat.

## Leben
Nach dem Abitur an der Deutschen Schule Rom 1961 studierte Folkmar Stoecker Rechtswissenschaften an den Universitäten Marburg und Hamburg und legte nach dem juristischen Vorbereitungsdienst 1969 das zweite juristische Staatsexamen ab.
Nach dem Eintritt in den Auswärtigen Dienst 1970 folgten Verwendungen an der Deutschen Botschaft in Saigon (Südvietnam) (1972–1975) als Referent für Humanitäre Hilfe und an den Botschaften in Washington, D.C. (1975–1978), in Rom (1983–1985) und in Warschau (1990–1994) als Presse- bzw. Kulturreferent. In der Zentrale des Auswärtigen Amtes in Bonn war Stoecker von 1978 bis 1982 als Referent im Planungsstab, von 1985 bis 1988 als stellvertretender Leiter des Referats Öffentlichkeitsarbeit und von 1994 bis 1998 als Leiter des Nordamerikareferates tätig. Ergänzt wurden diese Funktionen durch eine Abordnung an das NATO Defense College in Rom (1982).
1998 wurde Stoecker ständiger Vertreter des Botschafters an der Deutschen Botschaft in Tokio. Von 2002 bis 2006 war er deutscher Generalkonsul in Mailand und von 2006 bis 2008 als Nachfolger von Andreas Michaelis deutscher Botschafter in Singapur.
Nach seiner Pensionierung 2008 arbeitete Stoecker im Rahmen der internationalen Diplomatenausbildung des Auswärtigen Amtes bis 2013 als Programmdirektor für die Länder des Nahen und Mittleren Ostens. Von 2009 bis 2020 war er als Rechtsanwalt in beratender Funktion (of counsel) bei der Anwaltssozietät GSK Stockmann tätig; ferner von 2014 bis 2022 als Vorstandsmitglied im Verein zur Förderung des Museums für jüdische Geschichte in Polen e.V. (JGiPI).
Stoecker ist Mitglied der Deutschen Gesellschaft für Auswärtige Politik (DGAP) und des Deutsch-Italienischen Zentrums Villa Vigoni (Kuratoriumsmitglied 2009–2016) sowie Beirats-Mitglied im „Nah- und Mittelostverein e. V.“ (NUMOV).
Er ist verheiratet und hat zwei Töchter.